# Bambusicola
Bambusicola es un género de aves galliformes de la familia Phasianidae, que incluye dos especies que se distribuyen por el sudeste asiático y China.

## Especies
Tiene descritas dos especies:
- Bambusicola fytchii Anderson, 1871 (bambusícola montana) - Suroeste de China, y norte de la India, Vietnam, Birmania y Bangladés.
- Bambusicola thoracicus (Temminck, 1815) (bambusícola china) -  Sur y centro de China, y Taiwán.